# Platycaelus
Platycaelus is een geslacht van kevers uit de familie van de loopkevers (Carabidae). De wetenschappelijke naam van het geslacht is voor het eerst geldig gepubliceerd in 1843 door Blanchard.

## Soorten
Het geslacht Platycaelus omvat de volgende soorten:
- Platycaelus archboldi Darlington, 1962
- Platycaelus biroi Darlington, 1962
- Platycaelus depressus Blanchard, 1843
- Platycaelus interstitialis (Sloane, 1910)
- Platycaelus jedlickai (Straneo, 1942)
- Platycaelus major (Straneo, 1942)
- Platycaelus melliei Montrouzier, 1860
- Platycaelus poeciloides (Chaudoir, 1878)
- Platycaelus prolixus Erichson, 1842